# Nemzetközi Szabványos Névazonosító
A Nemzetközi Szabványos Névazonosító (ISNI, International Standard Name Identifier) az ISO 27729:2012 szabványnak megfelelő kódszám.

## Feladata
Azt célozza, hogy a  segítségével egyértelműen azonosíthatóak legyenek a természetes és jogi személyek elsősorban az alkotó, a termelő, a vezető-szervező  tevékenység területein, valamint a tartalomszolgáltató-tartalomterjesztő láncban. Az ISNI nem ad közvetlen hozzáférést az adott személyekről szóló információkhoz, de kapcsolatot teremt a közismert névváltozatok között, egyértelműsíti, hogy kiről van szó, és ezzel lehetővé teszi a kereshetőséget az olyan rendszerekben, amiben a személyekről széles körű információk találhatóak.
Az ISNI névazonosító kód két különböző problémakörre is megoldást nyújt: egyrészt a  különböző információs rendszerek egymástól eltérő azonosítási szisztémát alkalmazhatnak, másrészt pedig a nyilvánosság által ismert név már eleve nem feltétlenül egyértelmű.